# 拉兹多尔村委员会
拉兹多尔村委员会（俄语：Раздорский сельсовет）是俄罗斯联邦阿斯特拉罕州卡梅贾克区所属的一个村委员会。其下辖有5个居民点，行政中心为拉兹多尔。据2015年统计，该村委员会的人口为2278人。